# Roodkroontje
Het roodkroontje (Loriculus stigmatus) is een vogel uit de familie Psittaculidae (papegaaien van de Oude Wereld).

## Verspreiding en leefgebied
Deze soort is endemisch op Sulawesi en telt drie ondersoorten:
- L. s. stigmatus: Sulawesi.
- L. s. croconotus: Buton en Muna (nabij oostelijk Sulawesi).
- L. s. quadricolor: Togian-eilanden (nabij het noordelijke deel van Centraal-Sulawesi).

## Status
De grootte van de populatie is niet gekwantificeerd maar de soort wordt omschreven als algemeen in het grootste deel van zijn verspreidingsgebied. Op de Rode lijst van de IUCN heeft deze soort de status niet bedreigd.